# Cantó de Noyelles-sous-Lens
El cantó de Noyelles-sous-Lens és un cantó francès del departament del Pas de Calais, situat al districte de Lens. Té 3 municipis i el cap és Noyelles-sous-Lens.

## Municipis
- Billy-Montigny
- Fouquières-lez-Lens
- Noyelles-sous-Lens

## Història
| Data d'elecció                           | Identitat    | Partit | Qualitat |
| ---------------------------------------- | ------------ | ------ | -------- |
| 1992-2001                                | Otello Troni | PCF    |          |
| 2001-                                    | Bruno Troni  | PCF    |          |
| les dades anteriors no són pas conegudes |              |        |          |
|                                          |              |        |          |

## Demografia
| A partir de 1990: Població sense dobles comptes |